# Anoplosaurus
Anoplosaurus („neozbrojený ještěr“) byl rod obrněného ptakopánvého dinosaura z čeledi Nodosauridae. Fosilie tohoto čtvernohého býložravce jsou známy z období končící spodní křídy (geologický stupeň alb až cenoman, stáří kolem 100 milionů let). Tento dinosaurus byl popsán roku 1879 britským paleontologem Harrym G. Seeleym na základě fragmentárně dochované postkraniální kostry a částí lebky. Zkameněliny byly objeveny v sedimentech souvrství Cambridge Greensand na území hrabství Cambridgeshire.

## Historie
Historie dalšího vědeckého výzkumu tohoto dinosaura je poměrně spletitá. Postupně byly popsány domnělé další druhy rodu Anoplosaurus, obvykle však již nejsou považovány za vědecky platné. Dlouho také nebylo jisté, zda A. curtonotus skutečně představuje nodosaurida nebo spíše nějakého blíže neidentifikovaného ornitopoda. Teprve v roce 1998 byla provedena celková revize původního fosilního materiálu, která ukázala, že se pravděpodobně jednalo o mládě nodosaurida (z toho důvodu také chyběl typický tělní pancíř, který se u objeveného exempláře ještě nestačil zformovat). V současnosti je A. curtonotus opět považován za vědecky platný taxon.

## Zařazení
Anoplosaurus bývá řazen do kladu Struthiosaurinae, kam náleží spolu s dalšími rody evropských nodosauridů Struthiosaurus, Europelta a Hungarosaurus.